# Fritillaria cirrhosa
Fritillaria cirrhosa är en liljeväxtart som beskrevs av David Don. Fritillaria cirrhosa ingår i Klockliljesläktet och i familjen liljeväxter. Inga underarter finns listade.

## Bildgalleri

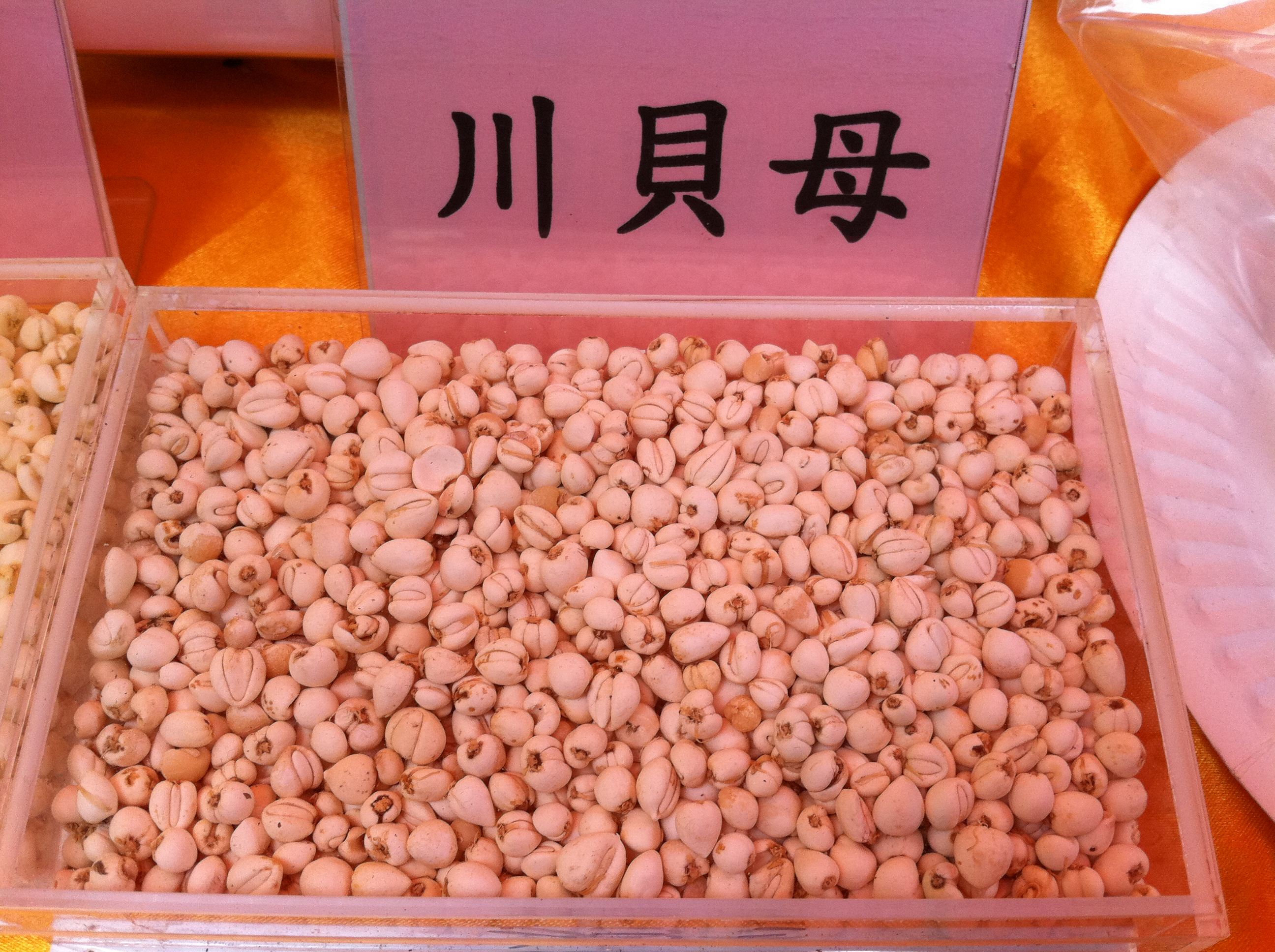
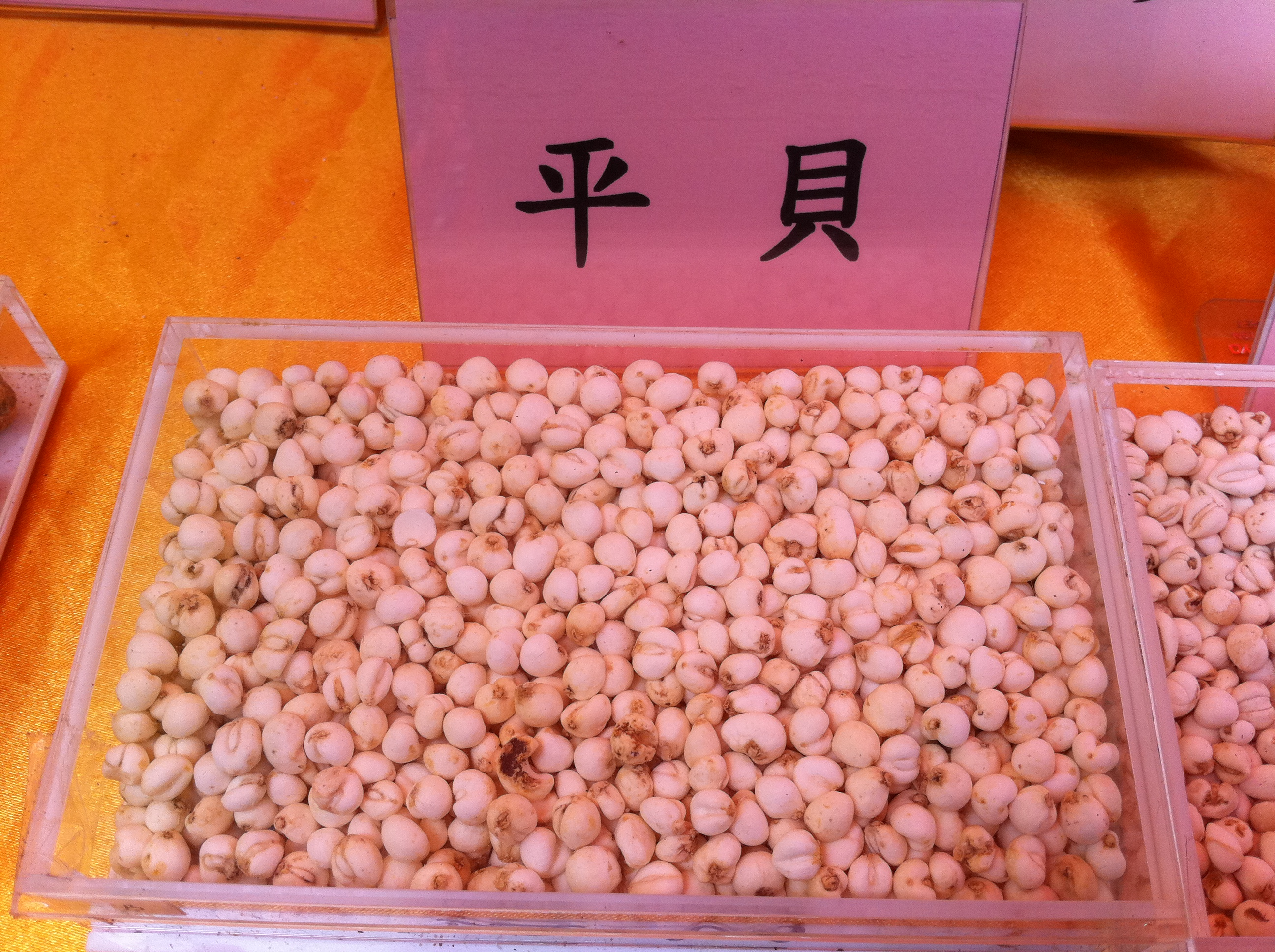